# Câmpia Krbava

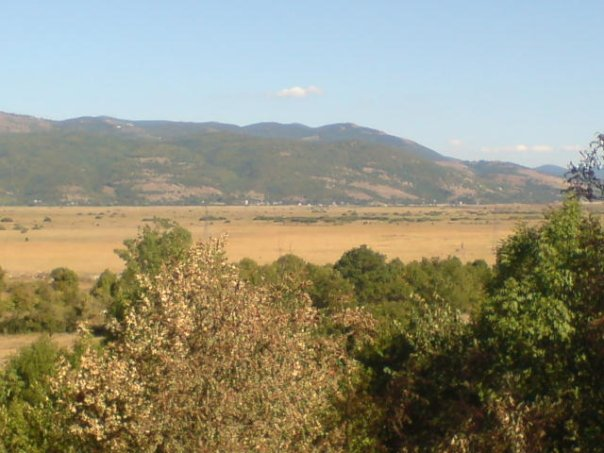
Câmpia Krbava

Câmpia Krbava este o zonă în regiunea Lika din Croația.
 Krbava include, în partea de nord-est, departamentul Ličkоsenjske cu raionul Udbina și Lacurile Plitvice.
 Centrul  zonei este stațiunea Udbina.

## Geografie
Numele de Krbava provine din adjectivul "grbava" (vezi și românescul "gârbovit"), însemnând "cocoșat".

Din punct de vedere geografic, Krbava este un platou cu o înălțime medie de 723 m, cea mai mare altitudine fiind de 1657 m. 

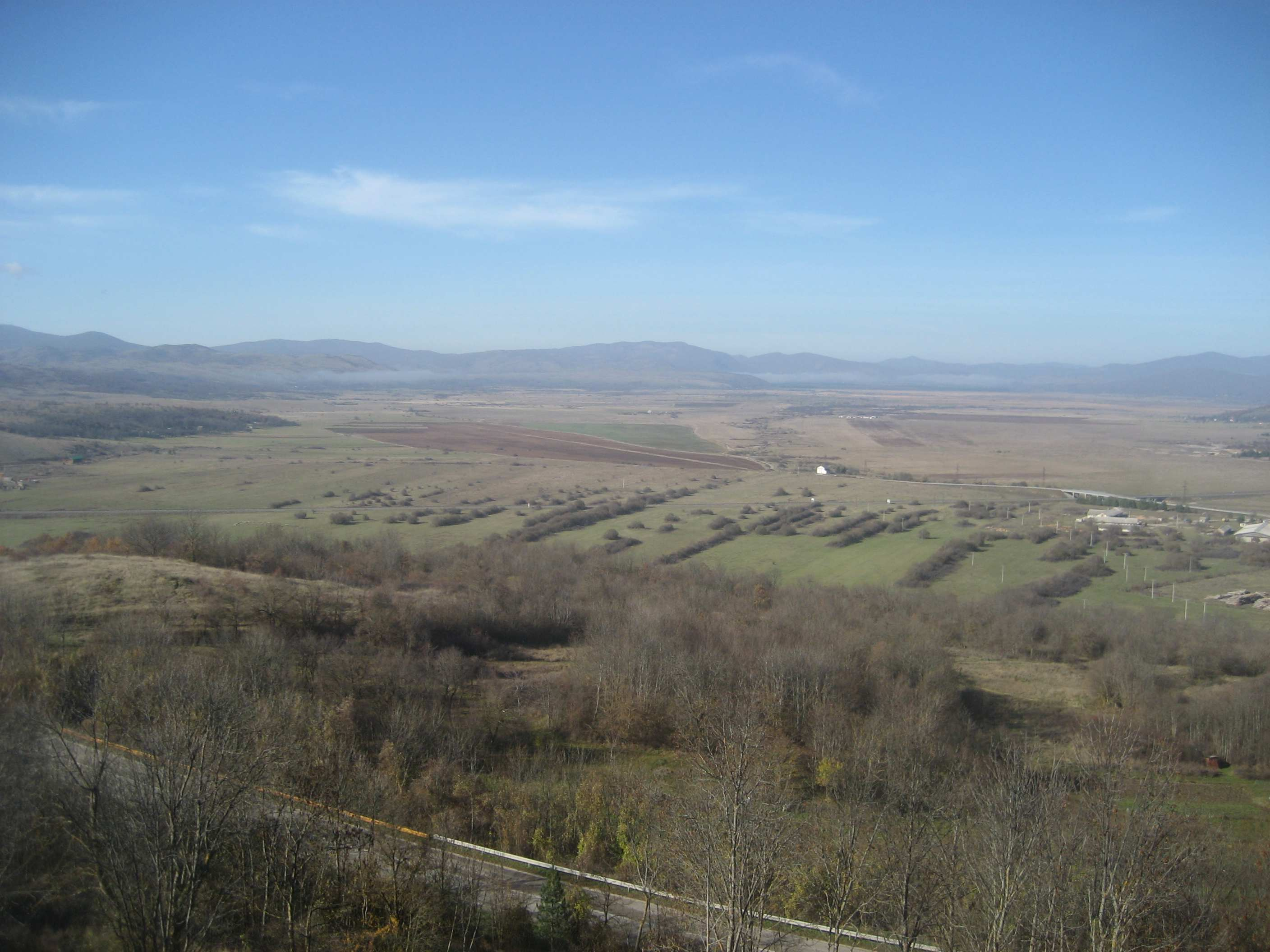
Vedere din fața Bisericii Sfinților Mucenici din Udbina